# Amaryllis August
Amaryllis April Maltha August (født 2003) er en dansk skuespiller og tidligere model. Hun fik sin skuespillerdebut i TV 2-serien Familier som vores.
Hun er datter af filminstruktør Bille August og skuespiller Sara-Marie Maltha.

## Filmografi

### Tv serier
| År   | Title                       | Rolle                  | Note       |
| ---- | --------------------------- | ---------------------- | ---------- |
| 2024 | Familier som vores          | Laura                  |            |
| 2024 | Greven af Monte Cristo (en) | Valentine de Villefort | 2 episoder |